# Jesús Moliné Labarte
Jesús Moliné Labarta, né le 29 janvier 1939 à La Puebla de Alfindén, Espagne, est un prélat catholique romain espagnol d'origine, devenu péruvien. Il est actuellement évêque émérite de Chiclayo.

## Jeunesse et formation
Moliné Labarta achève ses études secondaires au Petit Séminaire de Saragosse et poursuit des études de philosophie et de théologie au Séminaire Métropolitain de Saragosse. Il obtient un doctorat en droit canonique à l'université de Navarre situé à Pampelune.

## Ministère sacerdotal
Il est ordonné prêtre le 28 mars 1965 pour l'archidiocèse de Saragosse. De 1965 à 1968, il assume les fonctions de vicaire pour les paroisses El Salvador et Santa María à Ejea de los Caballeros. Parallèlement, il est professeur de religion à Saragosse.
En 1973, il s'installe au Pérou, où il travaille comme professeur à l'Université de Piura. Dans la même ville, il devient curé de la paroisse Santa Ana de La Huaca. De retour en Espagne en 1977, il devient professeur au sein l'Œuvre diocésaine de Santo Domingo de Silos à Saragosse.
En 1987 il retourne au Pérou, comme  professeur de théologie et de philosophie au Séminaire San Juan María Vianney de Piura et collaborateur pastoral dans les paroisses Nuestra Señora de Fátima de 1987 à 1992 et San Pedro y San Pablo de 1992 à 1997. En 1993, l'archevêque Óscar Rolando Cantuarias Pastor le nomme recteur du Séminaire Métropolitain de Piura.

## Ministère épiscopal
Le 8 février 1997, le pape Jean-Paul II le nomme évêque coadjuteur de Chiclayo. Il reçut la consécration épiscopale le 19 mars 1997 au Sanctuaire de Nuestra Señora de la Paz à Chiclayo des mains de Ignacio María de Orbegozo y Goicoechea, avec la participation de l'archevêque Óscar Rolando Cantuarias Pastor et du nonce apostolique Fortunato Baldelli en tant que co-consécrateurs.
À la mort d'Ignacio María de Orbegozo y Goicoechea le 4 mai 1998, Moliné Labarta lui succède comme évêque de Chiclayo. Il joue un rôle clé dans la création de l'Université Catholique Santo Toribio de Mogrovejo au sein de son diocèse en 1998, poursuivant le projet initié par son prédécesseur.
Durant son mandat, il se consacre aux visites pastorales et au développement du séminaire diocésain. Il effectue des visites ad limina à Rome en juin 2002 et en mai 2009.
Le pape François accepte sa démission le 3 novembre 2014, après qu'il ait atteint la limite d'âge de 75 ans. Le père Robert Francis Prevost — le futur pape Léon XIV — lui succède à la tête du diocèse l'année suivante. Par la suite, il se retire en Espagne au sein de la maison sacerdotale « San Carlos » à Saragosse.